# USS Intrepid (CV-11)
USS Intrepid (CV-11) je letadlová loď Námořnictva Spojených států, která působila ve službě v letech 1943–1974 a která od roku 1982 funguje jako muzeum v New Yorku. Jedná se o třetí jednotku třídy Essex (verze s krátkým trupem).
Její stavba byla zahájena 1. prosince 1941 v loděnici Newport News Shipbuilding v Newport News ve Virginii. K jejímu spuštění na vodu došlo 26. dubna 1943, do služby byla zařazena 16. srpna 1943. Do roku 1945 se účastnila operací v Tichém oceánu v rámci druhé světové války včetně bitvy u Leyte. V roce 1947 byla přeřazena do rezerv, kde zůstala do roku 1954. Roku 1952 byla mezitím překlasifikována na útočnou letadlovou loď CVA-11 a v období 1952–1954 podstoupila modernizaci SCB-27C. Po opětovném vstoupení do aktivní služby působila především v Atlantském oceánu. Na přelomu let 1956 a 1957 absolvovala modernizační program SCB-125, při kterém, mimo jiné, obdržela úhlovou letovou palubu. V roce 1962 byla její klasifikace změněna na protiponorkovou letadlovou loď CVS-11, v letech 1962 a 1965 se podílela na návratu vesmírných lodí Aurora 7 a Gemini 3 zpět na Zemi. Ve druhé polovině 60. let sloužila ve válce ve Vietnamu. Ze služby byla vyřazena 15. března 1974, zůstala odstavena a plány počítaly s jejím sešrotováním. Nakonec byla zachována a od roku 1982 funguje jako muzeum kotvící v New Yorku. Od roku 1986 je rovněž historickou památkou.